# Chema Cobo
José Manuel Cobo (Tarifa; 5 de marzo de 1952-Málaga, 16 de marzo de 2023), conocido como Chema Cobo, fue un pintor español.

## Biografía
Chema Cobo nació en 1952 en la población de Tarifa (Cádiz), donde su padre trabajaba como médico.
Vivió en Sevilla, Ronda, Cádiz, Sevilla, Madrid, Nueva York, Chicago, Bruselas y largas temporadas en Roma y en Alhaurín el Grande (Málaga).
Cursó estudios de Filosofía en la Universidad Autónoma de Madrid entre 1970 y 1974.
Fue uno de los componentes del grupo artístico la Nueva figuración madrileña, grupo de artistas ácidos e irónicos que abrieron nuevas vías durante la transición. Su primera exposición individual la realizó en 1974, en la Galería Buades de Madrid. En 1994 se le concedió el Premio Andalucía de Artes Plásticas.

## Década de 1980
En 1981, fue artista residente en P.S.1, en Nueva York y participó a la XVI Bienal de Sao Paulo al Salon de los 16 en el Museo de Arte contemporáneo de Madrid. En 1982, participó en el Carnegie International de Pittsburgh. En 1983 fue invitado a varias exposiciones en Europa y Estados Unidos; una de ellas fue la exposición «Recent European paintings» en el Salomom R. Guggenheim de Nueva York. El mismo año expone en la Galería Zolla Lieberman en Chicago. Siguen los años ochenta con una serie de exposiciones individuales en Seattle, Boston, Milán, Roma, Madrid, Berna y Nagoya (Japón).
Cabe destacar la exposición realizada en «The mezzanine Gallery» del Metropolitan Museum of Art de Nueva York en 1987 y la exposición individual en la Charles Cowles Gallery de Nueva York en 1988. El mismo año también participó en la exposición «Art Kites» organizada por el Goethe Institute en Osaka. Esta misma exposición continuo viajando por Japón, Estados Unidos y Europa hasta 1992.

## Década de 1990
Los años noventa empezaron con una exposición en AC&T en Tokio y varias exposiciones entre Estados Unidos y España. Fue profesor invitado en la NY Art School de Nueva York, en la Northwestern University de Chicago y en la School of Art of the Art Institute de Chicago.
En 1994 le fue concedido el Premio Andalucía de Artes Plásticas y publica el libro de aforismos titulado «Amnesia» con ocasión de la exposición del mismo nombre en La Línea de la Concepción (Cádiz). En 1995 expone en Bruselas en la Galería «20m2 d’Art Contemporain».
En 1998 se celebró la exposición «El Laberinto de la Brújula» en el Centro Andaluz de Arte Contemporáneo de Sevilla en la que recogían trabajos de todas las épocas de su obra y trabajos nunca expuestos hasta la fecha en España. Se publica la segunda entrega del libro de aforismos «Amnesia».

## SigloXXI
En 2001 la exposición “Salta a la Vista” en el Palacio Provincial de la Diputación de Cádiz recorre toda su obra sobre papel desde el año 1974 hasta el año 2000.
Expuso en Valencia (Galería Tomas March), Santander (Galería Siboney), Barcelona (Galería M. Marcos), Málaga (Galería A. Viñas), Madrid (Galería A. Machón) y en la Fundación Duques de Soria (Soria).
En octubre de 2008 inauguró la exposición «Eclipse» en la Galería A. Machon de Madrid, exposición por la que consiguió el Premio de Pintura «Francisco de Goya» de la Villa de Madrid, 2009.
En la temporada 2009-2010 expuso en el Centro de Arte Contemporáneo de Málaga una muestra de 33 obras recientes titulada «Out of Frame».

## Colecciones
Tiene obras en muchas colecciones en Europa y Estados Unidos entre otras en el Kunstmuseum de Berna, en la Galería Nazionale d’Arte Contemporaneo de Roma, en la Fundazione Lucio Amelio de Nápoles, en el Metropolitan Museum of Art de Nueva York, en el Museum of Art de Nueva York, en la Frederick Weisman Collection de Los Ángeles, en el Museum of Contemporary Art de Chicago, sin olvidar las colecciones españolas como la Fundación Caixa de Pensiones de Barcelona, la colección de Cajasol en Sevilla, la Fundación Caja Madrid, el Museo Nacional Centro de Arte Reina Sofía de Madrid, el Centro Andaluz de Arte Contemporáneo de Sevilla y el Centro de Arte Contemporáneo de Málaga, por citar solo algunas de ellas.